# Nedašova Lhota
Nedašova Lhota là một làng thuộc huyện Zlín, vùng Zlínský, Cộng hòa Séc.